# What If... (álbum)
What If... es el séptimo álbum de estudio de la banda de rock estadounidense Mr. Big, publicado el 21 de enero de 2011 por Frontiers Records en los Estados Unidos. Es el primer álbum de estudio de la banda desde su reunión en 2009 y el primer álbum con la formación clásica de la agrupación desde Hey Man de 1996.

## Lista de canciones
Todas las canciones escritas por Eric Martin, Paul Gilbert, Billy Sheehan y Pat Torpey, excepto donde se indique lo contrario.

| N.º | Título                                                                 | Duración |  |
| 1.  | «Undertow» (Martin, Gilbert, Sheehan, Torpey, Kevin Dotson)            | 4:49     |  |
| 2.  | «American Beauty»                                                      | 3:44     |  |
| 3.  | «Stranger in My Life» (Martin, Gilbert, Sheehan, Torpey, André Pessis) | 4:26     |  |
| 4.  | «Nobody Left to Blame»                                                 | 4:20     |  |
| 5.  | «Still Ain't Enough for Me»                                            | 3:04     |  |
| 6.  | «Once Upon a Time»                                                     | 4:03     |  |
| 7.  | «As Far as I Can See» (Martin, Gilbert, Sheehan, Torpey, Dotson)       | 3:55     |  |
| 8.  | «All the Way Up» (Martin, Gilbert, Sheehan, Torpey, Dotson)            | 5:12     |  |
| 9.  | «I Won't Get in My Way» (Martin, Gilbert, Sheehan, Torpey, Pessis)     | 4:40     |  |
| 10. | «Around the World» (Martin, Gilbert, Sheehan, Torpey, Dotson)          | 3:51     |  |
| 11. | «I Get the Feeling»                                                    | 4:34     |  |

## Personal
- Eric Martin – voz
- Paul Gilbert – guitarra, coros
- Billy Sheehan – bajo, coros
- Pat Torpey – batería, percusión, coros